# Royaume-Uni au Concours Eurovision de la chanson 1977
Le Royaume-Uni a participé au Concours Eurovision de la chanson 1977 à Londres, au Royaume-Uni.
Le pays est représenté par Lynsey de Paul et Mike Moran et la chanson Rock Bottom, sélectionnés par la BBC.

## Sélection

### Finale
La finale, présentée par Terry Wogan, a eu lieu le 9 mars 1977 à Londres.
| Ordre | Artiste                      | Chanson                                 | Points | Place |
| ----- | ---------------------------- | --------------------------------------- | ------ | ----- |
| 1     | Mary Mason (en)              | What Do You Say to Love?                | 2      | 132   |
| 2     | The Foundations              | Where Were You When I Needed Your Love? | 3      | 126   |
| 3     | Tony Monopoly                | Leave a Little Love                     | 9      | 66    |
| 4     | Lyn Paul (en)                | If Everybody Loved the Same As You      | 6      | 74    |
| 5     | High Society                 | Just for You                            | 6      | 74    |
| 6     | Carl Wayne                   | A Little Give, a Little Take            | 11     | 59    |
| 7     | Lynsey de Paul et Mike Moran | Rock Bottom                             | 1      | 143   |
| 8     | Sweet Sensation              | You're My Sweet Sensation               | 8      | 73    |
| 9     | Val Stokes                   | Swings and Roundabouts                  | 12     | 57    |
| 10    | Beano                        | Everybody Knows                         | 10     | 60    |
| 11    | Wesley, Park & Smith         | After All This Time                     | 5      | 106   |
| 12    | Rags                         | Promises, Promises                      | 4      | 120   |

## À l'Eurovision

### Points attribués par le Royaume-Uni
| 12 points | Irlande   |
| 10 points | Belgique  |
| 8 points  | Allemagne |
| 7 points  | Monaco    |
| 6 points  | France    |
| 5 points  | Grèce     |
| 4 points  | Suisse    |
| 3 points  | Espagne   |
| 2 points  | Norvège   |
| 1 point   | Pays-Bas  |

### Points attribués au Royaume-Uni
| 12 points                                                       | 10 points   | 8 points         | 7 points             | 6 points |
| --------------------------------------------------------------- | ----------- | ---------------- | -------------------- | -------- |
| - Autriche - Belgique - France - Luxembourg - Monaco - Portugal | - Allemagne | - Israël - Suède | - Norvège - Pays-Bas |          |
| 5 points                                                        | 4 points    | 3 points         | 2 points             | 1 point  |
|                                                                 | - Finlande  | - Espagne        | - Italie             |          |

Lynsey de Paul et Mike Moran interprètent Rock Bottom en 9e sur la scène suivant le Portugal et précédant la Grèce. Au terme du vote final, le Royaume-Uni termine 2e avec 121 points,.